# جيمي سكوت (لاعب كرة قدم بريطاني)
جيمي سكوت (بالإنجليزية: Jimmy Scott)‏ (7 سبتمبر 1934 في المملكة المتحدة - ) هو لاعب كرة قدم بريطاني في مركز نصف الجناح. لعب مع أولدهام أثلتيك ونادي بيرنلي.

## وصلات خارجية
- جيمي سكوت على موقع قاعدة بيانات كرة القدم.إي يو (الإنجليزية)